# Kẻ hủy diệt 4
Kẻ hủy diệt 4 (tiếng Anh: Terminator Salvation, Dịch nghĩa: Kẻ huỷ diệt: Cứu rỗi) là bộ phim điện ảnh thứ tư của dòng phim hành động, khoa học viễn tưởng và được trình chiếu vào ngày 12 tháng 6 năm 2009 tại Việt Nam.Phim được đạo diễn bởi Joseph McGinty Nichol, với sự tham gia diễn xuất của Christian Bale trong vai John Connor trước khi trở thành người lãnh đạo Quân kháng chiến và Sam Worthington trong vai Marcus Wright, một tử tù bị chế tác thành người máy sinh học nhưng không biết mình không còn là con người. Bộ phim cũng giới thiệu tới khán giả nhân vật Kyle Reese khi còn trẻ (do Anton Yelchin thủ vai) và miêu tả nguồn gốc của Kẻ hủy diệt T-800, do Arnold Schwarzenegger và Roland Kickinger thủ vai. Sự kiện trong phim xảy ra vào năm 2018, sau Ngày phán xét, mô tả cuộc chiến khốc liệt giữa con người và máy móc.
Đây là phần đầu tiên trong dự án loạt ba phim liên tiếp của đạo diễn McG khi ông muốn mang thương hiệu Kẻ hủy diệt hồi sinh trở lại, tuy nhiên mặc dù thành công thương mại rất lớn nhưng hãng sản xuất The Halcyon Company vẫn phá sản và đành phải bán lại thương hiệu cho Paramount Pictures (cùng hai hãng khác là Skydance Productions, Annapurna Pictures) vào năm 2013 để khởi động một phiên bản phim ba phần Kẻ Hủy Diệt mới.

## Nội dung
Vào năm 2003, tiến sĩ Serena Kogan thuộc Cyberdyne Systems đã thuyết phục tử tù Marcus Wright hiến tặng cơ thể của mình cho một thí nghiệm y học sau khi bị kết án tử hình. Một năm sau hệ thống Skynet kích hoạt và nhận thức được sự đe doạ từ con người. Nó bắt đầu tiến hành cuộc chiến tranh hạt nhân hủy diệt toàn nhân loại. Những người còn sống gọi đó là Ngày phán xét. Năm 2018, John Connor chỉ huy một nhóm Quân kháng chiến tiến hành một đợt tấn công vào sào huyệt của Skynet. Tại đây, anh phát hiện ra nhiều tù nhân đang bị giam giữ và kế hoạch phát triển một loại kẻ hủy diệt mới dựa vào cơ thể sống mang tên T-800. Đợt tấn công gây ra một vụ nổ hạt nhân. Duy nhất chỉ mình John còn sống sau vụ nổ. Sau khi John được giải cứu và rời đi, Marcus Wright thoát ra từ đống đổ nát và bắt đầu đi bộ đến Los Angeles.
John trở về tổng hành dinh của Quân kháng chiến (nằm trên một tàu ngầm hạt nhân) và tường thuật cho Tướng Ashdown về những phát hiện của anh. Ashdown thông báo với John rằng Quân kháng chiến đang chuẩn bị kế hoạch tấn công căn cứ của Skynet tại San Francisco trong bốn ngày mặc cho hầu hết những người bị bắt sẽ chết. Khi John hỏi tại sao phải là trong bốn ngày, anh được giải thích rằng Quân kháng chiến đã bắt được tín hiệu từ Skynet và phát hiện danh sách những người sẽ bị nó tiêu diệt trong vòng bốn ngày: đứng đầu là Kyle Reese, tiếp theo là John Connor và còn lại là những người lãnh đạo trong Quân kháng chiến. Đồng thời, Quân kháng chiến cũng bắt được một tần số radio có thể dùng để phát tín hiệu khiến các người máy dưới sự điều khiển của Skynet phải ngưng hoạt động. Sau khi rời khỏi tàu ngầm, John trao đổi với chỉ huy Barnes và cho Barnes biết rằng em trai anh đã tử trận trong đợt tấn công vào căn cứ của Skynet. John cũng gặp lại vợ là Kate trước khi lắng nghe đoạn băng ghi âm từ bà Sarah Connor, mẹ của John. Sau đó John phát tín hiệu radio tới các thành viên của Quân kháng chiến cùng những người còn sống trên toàn thế giới.
Sau khi mặc bộ quần áo từ một người lính kháng chiến tử trận, Marcus đi qua sa mạc, trước kia là Thung lũng San Fernando, đến thành phố Los Angeles đổ nát. Đang quanh quẩn trong thành phố không người, Marcus bất ngờ đối mặt một kẻ hủy diệt Model T-600 chuẩn bị bắn anh. May mắn anh được giải cứu bởi một thanh niên tên Kyle Reese và một đứa bé câm tên Star. Sau khi cứu Marcus, Kyle kể cho Marcus nghe về sự kiện Ngày phán xét và cho biết đang có một cuộc chiến giữa người và máy. Họ dẫn Marcus về nơi trú ẩn tại Đài thiên văn Griffith và ngủ tại đó. Marcus sửa được cái radio và nghe được chương trình phát thanh từ John Connor.
Trong lúc Marcus, Kyle và Star đang trên đường rời Los Angeles để tìm John Connor thì xe của họ bị một nhóm người máy hủy diệt tấn công. Kyle và Star bị bắt sống và dẫn về trại tù nhân, còn Marcus thì trốn thoát được.
John và Barnes thử nghiệm tần số radio và vô hiệu hóa thành công một vài Kẻ hủy diệt. John muốn biết tại sao Skynet lại muốn bắt sống các tù nhân. Quân kháng chiến phát hiện nhiều người máy đang hoạt động tại thung lũng Los Angeles nên họ phái hai máy bay chiến đấu A-10 đến đó. Tuy nhiên cuộc tấn công thất bại và phi công Blair Williams và người sống sót duy nhất.
Blair bị một nhóm băng đảng tấn công nhưng được Marcus cứu thoát. Sau đó họ trở nên thân thiết hơn và cùng nhau trở về căn cứ Quân kháng chiến. Trên đường vào, một quả mìn từ tính dính vào anh. Nó phát nổ khiến anh lộ diện là một người máy sinh học, điều mà chính anh không hề biết. Marcus bị giải về căn cứ và thẩm vấn bởi John. Qua đó John mới biết Kyle Reese đang bị Skynet giam giữ.
Blair không tin Marcus là do Skynet phái đến nên cô đã thả anh ra. Marcus thoát được cuộc truy bắt của Quân kháng chiến nhưng lại đối mặt John sau khi anh cứu John khỏi một con hydrobot dưới sông. Được sự chấp nhận của John về lai lịch bản thân, Marcus đồng ý vào sào huyệt Skynet, tìm cách tắt hệ thống phòng thủ để John có thể giải thoát Kyle Reese.
John yêu cầu Tướng Ashdown trì hoãn đợt tấn công bốn ngày. Anh cho rằng việc này sẽ gây ra cái chết cho hàng trăm tù nhân, trong đó có Kyle Reese. Nếu căn cứ bị hủy diệt thì John cũng sẽ không còn tồn tại (Kyle Reese sau này sẽ du hành ngược thời gian và trở thành cha của Connor). Tướng Ashdown cách chức John, nhưng những người ủng hộ John vẫn trung thành với anh. Trước khi rời căn cứ để tấn công Skynet, John phát thanh về ý định của mình và lý luận rằng nếu họ tấn công mà bỏ mặt các tù nhân, họ không còn nhân tính nữa và chẳng khác gì các cỗ máy. Phó tướng Loshenko chỉ ra rằng các binh lính kháng chiến sẽ không bao giờ tấn công Skynet trừ khi được John ra lệnh. Trong lúc đó, John đến căn cứ Skynet. Còn bên trong, Marcus đã vô hiệu hóa hệ thống phòng thủ vòng ngoài và gửi cho John bản đồ của toàn bộ khu căn cứ.
Sau khi Marcus kết nối với máy chủ, anh biết được các thông tin về quá trình anh bị tử hình, về cái chết của Tiến sĩ Serena Kogan và việc Không lực Hoa Kỳ đã tiếp quản bản quyền các sáng chế của Cyberdyne Systems và cuối cùng là lý do vì sao anh còn tồn tại. Skynet đã sử dụng khuôn mặt và giọng nói của Tiến sĩ Kogan cho Marcus biết anh là một gián điệp, với mục đích là tìm John và Reese rồi đưa họ vào bẫy. Sau khi nhiệm vụ hoàn thành, Marcus có thể tiếp tục tham chiến. Marcus xé nát phần cứng liên kết anh với Skynet và bảo rằng tuy anh không còn là con người nhưng anh cũng không phải là máy móc. Marcus giúp đỡ John chống lại Kẻ hủy diệt T-800 Model 101. John sơ ý bị Kẻ hủy diệt đâm thanh sắt vào tim. Đúng lúc này Marcus lấy hết sức rút thanh sắt ra và chém bay đầu T-800.
Cùng lúc, một chiếc hunter killer của Skynet tiếp cận và phóng tên lửa vào tàu ngầm trụ sở của Quân kháng chiến. Trước khi tàu ngầm bị hủy diệt, Loshenko nhận ra rằng tần số radio chỉ là mồi nhử của Skynet nhằm tìm ra trụ sở của Quân kháng chiến.
Sau khi được cứu khỏi sào huyệt của Skynet, John cho nổ tung nó rồi bất tỉnh. Tại căn cứ của Quân kháng chiến, Marcus quyết định hiến trái tim mình cứu John. Sau khi tỉnh dậy, John thông báo qua sóng radio tới các chiến binh kháng chiến trên toàn thế giới rằng cuộc chiến đã giành thắng lợi tạm thời. Loài người vẫn còn một quãng đường dài phía trước để chống lại Skynet.

## Nội dung kết thúc kịch bản của Terminator Salvation
Vào ngày 9/12/2014, hãng truyện tranh Dark Horse đã cho phát hành cuốn truyện tranh công bố kịch bản về kết thúc của phim Termintator Salvation qua 12 số. Đây được coi là vớt vát cho kịch bản giang giở của phim sau khi phần kế tiếp bị đình chỉ vô thời hạn, nhưng dù sao với giới mộ điệu thì được biết kết thúc thực sự của toàn bộ dòng Terminator cũng cảm thấy thỏa mãn phần nào về những điều bất hợp lý về nội dung của phim Terminator Salvation.

### Nội dung chính của The Final Battle:
Vào năm 2003, tiến sĩ Serena Kogan thuộc Cyberdyne Systems trong thời gian nghiên cứu về trí thông minh nhân tạo Skynet đã mắc bệnh ung thư giai đoạn cuối, do không thể hoàn tất được nghiên cứu nên bà đành nằm chờ chết. Lúc này có ba Kẻ Hủy Diệt được bắn về quá khứ để cứu Serena Kogan khỏi cái chết bằng cách biến bà ta thành một người máy sinh học tại một hầm ngầm ngủ đông bí mật, Serena Kogan đã nằm ở đó cho đến khi diễn ra sự kiện Ngày Phán Xét thì được đánh thức dậy và phục vụ cho Skynet trong cuộc chiến làm bá chủ thế giới. Cũng trong năm 2003, John Conner đã bắn một chiến sĩ tên Simon từ năm 2029 về để tiêu diệt gã giết người hàng loạt tên Thomas Parnell (kẻ đã tạo ra cỗ máy du hành thời gian), tuy nhiên kế hoạch này đã gặp thất bại khi Simon bị ba gã người máy giết còn Thomas Parnell đã bị bắt lại rồi bị kết án tử hình. Serena Kogan lúc này đã làm giả ký giấy hiến xác của Thomas Parnell cho Cyberdyne Systems, nhưng lại cho hắn ngủ đông và biến hắn thành một người máy sinh học như Marcus Wright trong việc phục vụ đế chế của Skynet trong Ngày Phán Xét. Ba gã người máy sau khi hoàn thành xong nhiệm vụ thì lập tức đi xuống đáy biển và ngắt nguồn, với Kẻ Hủy Diệt thì sau khi xong nhiệm vụ thì chúng sẽ phải chờ một mệnh lệnh mới từ Skynet.
Trong năm 2029, sau khi Marcus Wright hiến tặng trái tim mình cho John Conner và " chết " thì Skynet bắt đầu cho tiến hành thiết kế cỗ máy du hành thời gian nhưng kết quả thu lại đều thất bại sau nhiều lần thử. Tiến sĩ Serena Kogan sau những thất bại đã đàm phán với Skynet về việc xét duyệt đánh thức Thomas Parnell dậy cho mục đích hoàn thiện cỗ máy du hành thời gian từ một thông điệp do ba gã Kẻ Hủy Diệt năm 2003 nhắn nhủ. Sau một thời gian lành vết thương, cuối cùng John Conner cũng làm lãnh đạo quân Phản Chiến chống Skynet theo ủng hộ của số đông, anh cho phát động cuộc chiến cuối cùng với lũ người máy vào giai đoạn quyết định nhằm dành lại thế giới. Serena Kogan sau cùng cũng chuyển biến Thomas Parnell thành công, bà ta kết hợp trí não của ông ta với Skynet thành dạng vật lý.
Sau khi Thomas Parnell kết hợp hoàn chỉnh với Skynet và thấy được sự ưu việt của kẻ thống trị tất cả lũ người máy, Thomas Parnell cho Serena Kogan tiếp tục thực hiện kế hoạch tiếp theo là đưa người máy T-101 về quá khứ giết Sarah Conner. Sau khi đưa được T-101 về quá khứ thành công, Serena Kogan tiếp tục phái tiếp ba gã người máy đặc biệt về quá khứ để cứu bản thân mình khỏi cái chết của bệnh ung thư (có một việc mà bà ta không biết là Thomas Parnell đã cài một mệnh lệnh khác lên lũ người máy này trước khi bắn về quá khứ). Việc Skynet kết hợp với Thomas Parnell có kết quả vô cùng rõ rệt, lũ người máy trở nên thông minh và tàn nhẫn hơn khi bắt đầu giết người bằng những thủ đoạn thú tính qua bản chất cuồng sát của Thomas Parnell, điều này khiến John Conner lo lắng vì điều này sẽ khiến cho quân kháng chiến suy giảm nhuệ khí chiến đấu khi biết kẻ thù lại là một kẻ khác ngoài Skynet ra.
Sau khi biết việc Serena Kogan phái T-101 về quá khứ để giết Sarah Conner. Anh lập tức phái Kyle Reese đi để chặn đầu việc thay đổi lịch sử của Skynet sau khi chiếm được cơ sở sử dung cỗ máy thời gian thế hệ đầu tiên, sau khi đưa được Kyle về quá khứ xong thì một Kẻ Hủy Diệt bảo vệ khu vực đó được kích hoạt nhằm chiếm lại phòng du hành thời gian. Quân kháng chiến lập tức giăng bẫy và bắt được kẻ đó, John Conner nhận ra đó là gã T-800 ngày trước nên anh đã cho chỉnh lại bộ nhớ. Sau khi T-800 được lập trình lại, John Conner truyền mệnh lệnh bảo hắn về quá khứ để bảo vệ mình lúc còn nhỏ. Lúc này Thomas Parnell bắt đầu điên lọan bởi quyền lực có thể thống trị tất cả con người, hắn đã hỏi Serena Kogan về việc chiếm quyền điều khiển toàn lũ người máy còn lại mà không còn cần đến Skynet nữa. Serena Kogan từ chối nhưng khi hắn ép buộc bà ta thì bà ta bỏ chạy và yêu cầu kích hoạt một chương trình cũ, đó là tái khởi động người máy phản bội Marcus Wright để đối phó lại với Thomas Parnell đang muốn tận diệt loài người.
Marcus Wright sau đó đến gặp John Conner và nói lại vấn đề của Serena Kogan khi tạo ra sai lầm trên Thomas Parnell bằng cách ghép nối với Skynet. Marcus Wright nói là Skynet đã đổi ý nên yêu cầu John Conner một thỏa hiệp hòa bình giữa hai phe nếu như anh tiêu diệt được Thomas Parnell. John Conner không tin vì cho rang đó là cái bẫy, nhưng khi Marcus Wright nói là nếu Skynet chết thì mọi việc sẽ không có lợi nếu có kẻ còn lại chiếm quyền điều khiển đám người máy ngoài kia xử lý con người theo cái cách mà Thomas Parnell đã làm. Đây là một cân nhắc nên John Conner đành chấp thuận để đánh đổi, thời gian này anh phái Simon về quá khứ để tiêu diệt Thomas Parnell. Tuy nhiên Thomas Parnell đã biết được ý định dự phòng của John Conner làm thay đổi lịch sử nên đã ra lệnh ba tên Kẻ Hủy Diệt đặc biệt mà Serena Kogan đã tạo ra về đón đầu khi Simon chuẩn bị ra tay, như vậy Thomas Parnell vẫn giữ được mạng trong tương lai và hắn vẫn sẽ nắm quyền điều khiển Skynet.
Thomas Parnell sau khi xong việc cứu mình ở quá khứ, hắn lập tức phái đám người máy tới tóm Serena Kogan và ép buộc bà ta kết nối quyền làm chủ của hắn ta đến đám người máy trên toàn thế giới. Thời gian này quân phản kháng của John Conner đã đánh đến sát trụ sở chính của Skynet, lúc này John Conner mới nói truyện với Skynet thông qua Marcus Wright để xem dộng tĩnh từ Thomas Parnell sau khi có quyền điều khiển trong tay. Để tránh việc Thomas Parnell đoán được ý định giải cứu con át chủ bài Serena Kogan, Marcus Wright đã làm một cái xác giả của bà ta và ném vào nhà lao cho Thomas Parnell nhìn thấy qua đám người máy là quân phản kháng vẫn đang ở chiến tuyến bất lợi. Mục đích của việc cứu Serena Kogan là xâm nhập vào trung tâm Skynet qua một Kẻ Hủy Diệt cách điều khiển nó qua trí não của John Conner, tất nhiên là việc này vô tình bị Thomas Parnell phát giác. Hắn lập tức phái quân ngăn tên người máy do John Conner điều khiển vào chỗ của hắn, thời gian Conner đánh vào sào huyệt hắn lại tiếp tục bắn một cỗ máy T-800 vòng cửa sau để giết John Conner lúc đang bận điều khiển tên người máy kia. Gã T-800 thành công trong việc giết John Conner, Thomas Parnell chiến thắng khi gã người máy do John Conner điều khiển mất tín hiệu điều khiển.
Khi Thomas Parnell đang hân hoan với chiến thắng, gã người máy do John Conner điều khiển lúc này tỉnh lại và tiến đến xé xác và giết chết Thomas Parnell khi hắn không để ý. Công việc của John Conner còn lại là lấy lại quyền điều khiển cho Skynet khỏi sự điều khiển của Thomas Parnell, tuy nhiên anh đã làm một điều không ai ngờ đến đó là cài một lệnh cuối cùng mà từ trước đó đến ngay cả Skynet cũng không nghĩ ra. Đó là " Tất cả đều chiến thắng ". John Conner sau đó sử dụng gã người máy ôm cái xác của cậu ra ngoài chỗ quân của mình và tuyên bố chiến thắng với Skynet thành công. Tất cả mọi người lúc đó đều ngỡ ngàng nhưng mọi chuyện đã kết thúc cuộc chiến theo cách đấy.
Từng đám Kẻ Hủy Diệt trên khắp thế giới lập tức dừng lại và bắt tay vào xây dựng lại thế giới. Lúc này John Conner chỉ còn làm một vài việc cuối cùng với Serena Kogan, đó là bà ta cài một lệnh cho một T-800 về quá khứ cho biết kẻ đưa hắn ta về là vợ của John Conner sau khi anh bị hắn ta giết nhằm ngăn cản Kẻ Hủy Diệt T-X. John Conner sau đó lên máy tái tạo lại cơ thể như lúc ban đầu từ bộ khung xương máy đó, vì dù rằng anh đã chết nhưng trí não anh vẫn ở trong kẻ Hủy Diệt. Cuộc sống mới của John Conner và thế giới lại bắt đầu, nhưng sau đó ba năm anh vẫn cảm thấy có cái gì đó không ổn nhưng vẫn bị hạnh phúc trước mặt đập tan đi những hoài nghi. Và tất nhiên thứ không ổn đó chính là ba gã người máy nằm dưới biển từ năm 2003, chúng nằm đó và trong đầu vẫn còn chương trình của Skynet.

## Diễn viên

### Diễn viên trong phim
- Christian Bale trong vai John Connor
- Sam Worthington trong vai Marcus Wright
- Anton Yelchin trong vai Kyle Reese:

Anh tên thật là Anton Viktorovich Yelchin, sinh ngày 11/03/1989 tại Leningrad, Nga (Liên bang Soviet cũ). Cha mẹ anh là Viktor Yelchin và Irina - một đôi trượt băng nghệ thuật chuyên nghiệp, rất thành công ở Leningrad. Gia đình anh di cư sang Mỹ lúc anh chỉ mới 6 tháng tuổi. Vào năm bốn tuổi, Jelchin đã nói với ba mẹ mình về ý định trở thành diễn viên. Năm 2000 đánh dấu lần đầu tiên xuất hiện trên màn ảnh của Jelchin khi anh chỉ mới 10 tuổi, với bộ phim truyền hình "dài hơi" về y học ER (NBC, 1994 -2009). Năm 2008, anh đã thật sự trưởng thành khi tham gia vào một phim độc lập thể loại hài kịch Charlie Barlett. Nhưng năm 2009 mới là năm anh trở nên nổi tiếng hơn bao giờ hết, khi có tới 2 bộ phim bom tấn có anh tham gia được công chiếu. Một là anh vào vai chàng trai "phát thanh viên nói tiếng Anh bằng giọng Nga" đầy hài hước trong Star Strek. Còn trong phim Terminator Salvation, anh vào vai Kyle Reese, người cha tương lai của lãnh đạo lực lượng kháng chiến chống người máy John Conor. Vai Kyle Reese của Anton Yelchin được đánh giá là "hiệu quả", diễn xuất của anh cũng được USA Today ca ngợi là "hơn hẳn vai chính John Conor của Christian Bale". Tháng 10 năm đó, Anton Yelchin một lần nữa xuất hiện trên màn ảnh lớn, bên cạnh hàng loạt ngôi sao trẻ trong bộ phim lãng mạn New York, I love you. Theo trang TMZ, tài năng trẻ Anton Yelchin qua đời trước cửa nhà riêng tại San Fernando Valley thuộc thành phố Los Angeles, bang California (Mỹ) sáng 19/6 (giờ địa phương). Theo lịch làm việc, lẽ ra Yelchin phải thực hiện một buổi thử vai sáng hôm đó. Không thấy anh xuất hiện hay liên lạc, một số người bạn quyết định tới nhà riêng của Yelchin để tìm kiếm anh. Họ phát hiện thi thể của Yelchin bị ép giữa chiếc xe hơi của chính anh và hòm thư nằm trên cổng an ninh. Chiếc xe vẫn còn nổ máy khi cảnh sát có mặt tại hiện trường tai nạn. Nhà chức trách nhận định có khả năng chiếc xe đổ dốc đâm vào Yelchin khiến anh thiệt mạng. Họ đánh giá không có dấu hiệu gì cho thấy đây là một vụ mưu sát. Nhưng vẫn chưa rõ tại sao anh bước ra khỏi xe và điều gì đã gây ra vụ tai nạn kỳ quặc này. Người đại diện của nam diễn viên cho biết gia đình anh hiện không muốn tiếp xúc với báo chí và yêu cầu được giới truyền thông tôn trọng sự riêng tư ở thời điểm đau buồn này. Mới đây, các đồng nghiệp đã lên tiếng bày tỏ lòng tiếc thương vô hạn đối với cái chết bất ngờ của Yelchin. "Tôi rất yêu quý Anton Yelchin. Cậu ấy là một nghệ sĩ thực sự, một chàng trai tuyệt vời. Tôi vô cùng đau đớn", John Cho, người thủ vai phi công Sulu trong Star Trek, viết trên Twitter. Zachary Quinton, đóng vai thuyền phó Spock trongStar Trek, mô tả Yelchin là "người bạn, người đồng chí thân thiết". "Anh ấy là một trong những người cởi mở và có đầu óc nhất mà tôi từng biết. Đó là một tài năng lớn, một trái tim hào sảng", Quinton mô tả.
- Bryce Dallas Howard trong vai Kate Connor
- Common trong vai Barnes
- Moon Bloodgood trong vai Blair Williams
- Helena Bonham Carter trong vai TS. Serena Kogan
- Roland Kickinger trong vai the T-800 Model 101
- Michael Ironside trong vai Tướng Ashdown
- Jadagrace Berry trong vai Star

### Diễn viên khách mời xuất hiện thoáng qua trong phim

#### Arnold Schwarzenegger
Hình ảnh Kẻ hủy diệt quen thuộc do Arnold Schwarzenegger thủ vai trong loạt phim Kẻ hủy diệt vẫn sẽ xuất hiện trong Kẻ hủy diệt 4 lần này, nhưng dưới một phương diện khác đó là việc ông ta chỉ đảm nhận vai trò ngồi yên để kỹ xảo vi tính ghép mặt vào diễn viên đóng thế Roland Kickinger thực hiện các chuyển động hình thể cho Kẻ hủy diệt T-800 huyền thoại. Lý do mà Arnold Schwarzenegger nhận lời tham gia vào vai diễn này là do lời đề nghị từ trước khi bộ phim thứ ba tên Kẻ hủy diệt 3: Kỷ nguyên của người máy được hoàn tất. Lý do hy hữu này đã được đề cập kể từ khi ông lên nhậm chức thống đốc bang California. Kể từ đấy tới nay, sau khi Kẻ hủy diệt 4 được bấm máy, Schwarzenegger đã chủ động đến phim trường gặp gỡ diễn viên Christian Bale cùng đoàn làm phim từ ngày 10-10-2008 để bàn chuyện hợp tác. Ngay sau đó, YouTube đã có hẳn hai đoạn video nói về sự kiện trên.
Trong phim, Arnold Schwarzenegger không xuất hiện do đoàn làm phim sử dụng lại đoạn phim tư liệu hồi ông đóng năm 1985 và sử dụng kĩ xảo ghép mặt tầm gần. Arnold Schwarzenegger sau khi xem xong bộ phim Terminator Salvation thì cho biết rằng ông đã quá già để thể hiện một nguyên bản Kẻ Hủy Diệt nên đành phải lỡ hẹn, tuy nhiên với phiên bản Terminator làm lại trong năm 2015 thì ông hứa hẹn rằng " I will be back ! " cho một khởi nguồn T-800 mẫu hoàn toàn mới.

#### Linda Hamilton
Với tư cách là khách mời đặc biệt như thống đốc Arnold Schwarzenegger, Linda Hamilton người từng thủ vai mẹ của John Connor là Sarah Connor trong Kẻ hủy diệt và Kẻ hủy diệt 2: Ngày phán xét một lần nữa tham gia vào T4 do đích thân đạo diễn McG khởi xướng và được đáp trả là sự kiện đáng chú ý vào ngày 5/2/2009 trên kênh truyền hình MTV đưa tin. Đạo diễn McG muốn tôn vinh những tập phim Kẻ hủy diệt đầu tiên của đạo diễn James Cameron đã làm trong các năm 1984, 1991. Trong khi đó đạo diễn của phần ba là Jonathan Mostow lại không muốn làm như vậy bởi James Cameron cần phải được thay thế bởi người đi sau. Tất nhiên ý kiến trên đã bị bác bỏ khi McG có một cuộc nói chuyện trực tiếp với James Cameron. Và James Cameron đã chấp nhận lời đề nghị từ vị đạo diễn này để có thể đưa Linda Hamilton trở lại lần nữa với tư cách những người đặc biệt tham gia đoạn kết của phim. Đạo diễn McG cho biết thêm về việc tại sao Linda Hamilton sẽ có mặt như sau: " Sự xuất hiện của Linda Hamilton trong tập T4 sẽ tạo ra một sự liên kết chặt chẽ giữa những gì đã diễn ra ở các tập trước và qua đó mọi người sẽ hiểu tại sao slogan " Đoạn kết bắt đầu " được ghi trong các đoạn trailer ấn tượng của phim. Đây chính là lời phát ngôn mạnh mẽ nhất và là thông điệp về những gì chúng tôi dày công chuẩn bị đã sẵn sàng ". Trong phim, Linda Hamilton không xuất hiện mà chỉ có giọng nói thông qua những đoạn băng ghi âm lại được nhân vật John Connor bật nghe một mình trong lúc nghĩ cách làm thế nào để có thể chống lại đế chế người máy theo lời cuối cùng mà mẹ anh để lại.

## Nhân vật

### Nhân vật phe phản kháng chống Skynet
- John Connor (Christian Bale)
- Marcus Wright (Sam Worthington)
- Kyle Reese (Anton Yelchin)
- Kate Brewster (Bryce Dallas Howard)
- Moon Bloodgood - Trong vai Blair Williams
- Common - Trong vai Barnes
- Roland Kickinger - Trong vai T-800 mẫu
- Helena Bonham Carter - Trong vai Serena Kogen

### Phân loại các Terminator của phe quân đoàn Skynet
- T-600 - (Người máy lùng sục)

Từng được xuất hiện ở dòng phim Terminator đầu tiên, T-600 còn được biết đến với mật danh Kẻ Đi Bộ. T-600 đi lùng sục và tìm giết Kyle Reese(tức cha của John Conner sau này) dưới dạng trà trộn vào hàng ngũ những kẻ lưu vong tìm đường sống sót trong quá trình tìm kiếm các hầm trú ẩn của nghĩa quân nổi dậy chống Skynet. Được biết hình hài của T-600 được thiết kế bằng một lớp nhựa nhân tạo, rất khác với T-800 là được cấy mô sống cho nên việc phát hiện ra dạng người máy kiểu này rất dễ dàng nhờ khứu giác của những chú chó cảnh vệ. T-600 có một đặc điểm mạnh duy nhất đó là luôn mang trên người loại vũ khí hạng nặng Minigun có khả năng hạ gục toàn bộ mục tiêu một cách nhanh nhất.
- Flying Hunter Killer (Máy bay chiến đấu xuyên địa hình)

Luôn xuất hiện tại tất cả các phim của các dòng phim Terminator, chiếc máy bay chiến đấu này là một trong những phương tiện nguy hiểm nhất trong việc lùng sục các đạo quân chống Skynet ở dưới đất với hai nhiệm vụ chính đó là tìm bắt và giết khi đối phương chống trả hoặc có sự phản kháng. Flying Hunter Killer cũng được coi như là một cỗ máy giết người vì được trang bị một súng ở dưới bụng và liên tục phải bay trong tất cả mọi tình huống khi được điều động, nhược điểm duy nhất đó là máy bay chiến đấu này không có chế độ dò sự sống khi các vật thể này đứng yên, nó chỉ tấn công và tiêu diệt khi vật thể đó chuyển động, khi xuất hiện trong phiên bản mới, Flying Hunter Killer được mang đi bởi một chiến thuyền khổng lồ đi từ khu vực này qua khu vực khác. Không những thế khi cần thiết cho cuộc truy đuổi, chiến thuyền khổng lồ này sẽ tách Flying Hunter Killer từ dưới bụng mình ra ngay khi phát hiện ra mục tiêu tìm bắt.
- Aerostats (Máy bay dò tìm)

Được coi là một trong những cỗ máy phát tín hiệu về sự ẩn nấp của con người nhanh nhạy nhất, Aerostats là một vũ khí dò tìm tuyệt vời chưa từng có khi có thể phát hiệu cho tất cả lũ người máy khác đến bủa vây đối phương trong vòng bán kính hơn 100 dặm. Aerostats có một thân hình giống như một chiếc đĩa bay nhỏ đa năng, điểm yếu của dạng máy bay này chỉ có bay và áp sát mục tiêu và phát tín hiệu, không thể tấn công khi bị đối phương phát hiện và chống trả lẫn tiêu diệt.
- T-7-T (Người máy nhện địa hình)

Xuất hiện trong trò chơi điện tử, T-7-T được coi là một trong những cỗ máy được trang bị vỏ bọc dày khá chắc chắn có thể chống lại được rocket hạng nặng khi bị bắn phải. Mang trên tay hai khẩu súng máy, T-7-T có nhược điểm đó là khi bắn vào màn trung tâm đầu não trước mặt nó sẽ bị ngắt điện làm lộ điểm yếu hệ thống xử lý mạch tự hồi phục rất lớn ở sau lưng. Nếu phá hủy khối mạch đó, T-7-T sẽ bị tiêu diệt hoàn toàn.
- T-001 (Chiến xa máy)

T-001 là một trong những chiến xa xuất hiện trong phần Terminator 3: Rise of the Machines. Tên người máy này được hỗ trợ đến hai tay có gắn trang thiết bị súng M134 tầm trung có tầm sát thương trên diện rộng với tầm xoay 360 độ nhưng rất kém thông minh. T-001 di chuyển bằng hệ thống xích xe tăng cho nên phạm vi đi lại của nó rất có phần hạn chế, điểm yếu của chúng nằm ở chiếc đầu chỉ huy, nó quá ẻo lả đến nối không thể chịu một lực mạnh tác động đến nó khiến toàn bộ hệ thống chạy điện toàn thân bị ngắt và vô hiệu hoá hoàn toàn.
- T-800 (Robot hủy diệt có mô sống người)

Xuất hiện lần đầu tiên dạng T-101 trong Kẻ huỷ diệt dưới hình mẫu của Arnold Schwarzenegger. Sau khi bị tiêu diệt ở phần đầu tiên, sang phần tiếp theo (Kẻ hủy diệt 2) nó tiếp tục xuất hiện nhưng lại dưới một dang khác biến chuyển từ phiên bản nâng cấp lên. Trong phim Terminator Salvation, T-800 mẫu 101 được phát triển lần đầu tiên bởi Skynet khi John Conner cùng nhóm của anh đánh vào một căn cứ bỏ hoang và tìm thấy được sơ đồ thiết kế ra nó. Từ đây trong cuộc chiến cuối cùng vào phân xưởng chế tạo người máy tại Los Angeles, John Conner đã có dịp đụng độ phiên bản người máy đầu tiên khi đang tìm cách giải cứu Kyler tức cha của anh sau này trong quá khứ.
- Hydrobot Prowl (Cá nước săn mồi)

Là một trong những dạng cỗ máy giống hình con đỉa chuyên sử dụng mồm chụp tấn công đối phương dưới nước, Hydrobot Prowl có khả năng phán đoán mục tiêu ở vị trí tầm gần sau khi nhận diện về việc đối phương có phải là con người hay không. Tuy được sở hữu những màn đột kích đối phương tuyệt đỉnh dưới nước một cách ấn tượng nhưng việc tấn công trên cạn để kéo đối phương xuống nước là điểm yếu của cỗ máy cá nước săn mồi này làm mồi cho đạn bắn vào đầu.
- Motor-Terminator - (Xe máy chiến đấu)

Xuất hiện trên xa lộ như là một hung thần, cỗ xe máy hủy diệt này được trang bị hùng hậu như những bậc đàn em T-001 và là một trong những cỗ máy có tốc độ truy đuổi đáng sợ nhất được tách ra từ lưng của cỗ máy cần cẩu Harvester Revision. Được thiết kế theo mẫu có chế độ giữ tâm cho vũ khí khi ngả qua trái và phải trên đường cao tốc thông qua một chế độ mắt thần quan sát qua chế độ đèn pha của xe, Motor-Terminator còn được trang bị đến 2 Minigun cả hai cánh và 4 đầu Minimi lắp bên trên hai hông bánh trước. Khi lăng mình chiến đấu Motor-Terminator có chế độ xoay tròn xe khi gặp vật cản ở phía trên đầu và tự phán đoán những gì đang xảy ra trước mắt, hình mẫu của Motor-Terminator được lấy ra từ những chiếc xe gắn máy địa hình DUCATI trong việc quảng bá sản phẩm của phim.
- Harvester Revision - (Cần cẩu chiến đấu)

Được thiết kế một cách chắp vá từ công nghệ 3D theo chiều hướng những chú người máy biến hình của bộ phim Transformers, đây là một trong những cỗ máy đồ sộ tuyệt vời nhất trong công nghệ kỹ xảo của phần Terminator Salvation này gây sốc đối với giới fan mộ điệu của dòng phim. Được trang bị đến bốn tay máy có thể dò và tóm người ở cự ly dưới đất, cỗ máy này còn được trang bị một khẩu chống tăng bắn lazer bên vai trái. Mặc dù trông rất ngầu và hoành tráng nhưng cỗ máy này lại di chuyển khá chậm trạm cho mỗi bước chân của mình, người máy này có một chiều cao khá khủng là 18,3 mét. Mang dưới chân rất nhiều các Motor-Terminator được tách ra sau từ hai đôi chân máy của cỗ máy này, Harvester Revision ngoài ra còn được vận chuyển từ nơi này qua nơi khác thông qua một chiến đấu cơ khổng lồ có thể mang theo vài chục loại Flying Hunter Killer gắn ở dưới bụng.

## Thông tin về phim
Năm 1997, C2 Pictures mua quyền làm loạt phim Kẻ hủy diệt. Hai năm sau, Tedi Sarafian được thuê viết Kẻ hủy diệt 3: Kỷ nguyên người máy (T3), còn David C. Wilson được thuê viết Kẻ hủy diệt 4 (T4). Thoạt đầu, T3 lấy bối cảnh năm 2001 và trận chiến đầu tiên là giữa Skynet và loài người. T4 là tập tiếp của T3 và sẽ tiếp nối những gì đã diễn ra trong hai tập đầu tiên. Sau khi T3 công chiếu năm 2003, hai nhà sản xuất Andrew G. Vajna và Mario Kassar định ký hợp đồng với Nick Stahl và Claire Danes để hai người trở lại với vai John Connor và Kate Brewster trong tập phim mới, nhưng không thành công. Đạo diễn Jonathan Mostow giám sát phần kịch bản do John D. Brancato và Michael Ferris viết, dự trù sẽ bấm máy vào năm 2005. Ngay lúc đó, vai diễn của Arnold Schwarzenegger đã được đưa xuống hàng thứ yếu vì anh bận sự nghiệp chính trị. Hãng Warner Bros đồng ý tài trợ cho T4 như đã làm với T3. Năm 2006, Metro-Goldwyn-Mayer (MGM), nhà phân phối của bộ phim gốc Kẻ hủy diệt, nhận lời phát hành tập thứ tư. Tháng 5/2007, do có sự tranh chấp giữa Vajna và Kassar, quyền sản xuất bộ phim được trao cho hãng phim Halcyon Company. Tháng 7/2007, dự án bị vướng vào tranh chấp pháp lý giữa MGM và chi nhánh T Asset của Halcyon. MGM tuyên bố sẽ chỉ dành ra 30 ngày để thương lượng quyền phát hành hai tập phim Kẻ hủy diệt mới. Nhưng khi thương lượng đến T4, Halcyon bác bỏ bề nghị của MGM dẫn đến việc MGM rời cuộc họp. Thời hạn 30 ngày đã hết, MGM đồng ý gia hạn thương lượng. Halcyon đưa vụ việc ra toà để tìm nhà phát hành khác. Kết quả: Warner Brothers nhận quyền phát hành tại Bắc Mỹ trong khi Sony Pictures Entertainment phát hành ở nước ngoài.
Đạo diễn McG rất thích hai bộ phim đầu tiên. Ông thích đến nỗi đã mời diễn viên Robert Patrick (đóng vai T-1000) tham gia các bộ phim khác của mình. Rồi McG gặp đạo diễn James Cameron, đồng sáng tạo loạt phim Kẻ hủy diệt. Dù không có ý kiến về dự án nhưng Cameron cảnh báo McG những thách thức tương tự như ông đã gặp khi đi sau đạo diễn Ridley Scott trong việc thực hiện bộ phim Aliens. Trong trường hợp này, Cameron khuyên McG nên giữ lại hai yếu tố quan trọng của hai tập phim Kẻ hủy diệt trước: John Connor không dính líu gì đến chính phủ và phim phải có một nhân vật quan trọng trong tương lai cần được bảo vệ. Lần này là Kyle Reese. Kịch bản đầy đủ đầu tiên của T4 do John Brancato và Michael Ferris viết dựa vào phác thảo 100 trang của David C. Wilson. Sau đó Paul Haggis viết lại kịch bản của Brancato và Ferris rồi Shawn Ryan điều chỉnh lại lần nữa trước ngày bấm máy 3 tuần. Jonathan Nolan thêm thắt chút ít lúc phim đang quay. Anthony E. Zuiker cũng đóng góp ý kiến của mình về nhân vật chính John Connor. Nội dung phim được sửa đồi nhiều đến nỗi nhà văn Alan Dean Foster quyết định viết lại cuốn truyện của mình dù đã đưa cho nhà xuất bản. Trong bản thảo đầu tiên, John là nhân vật số hai, bị chết vào cuối phim, được Quân kháng chiến dùng da phủ lên thân thể người máy sinh học Marcus. Nhưng McG không đồng ý với diễn tiến như vậy mà muốn John là nhân vật chính, lãnh đạo lực lượng kháng chiến. Tựa đề đầu tiên của phim là Terminator Salvation: The Future Begins, nhưng phần đuôi sau đó bị bỏ bớt khi phim đang quay.
T4 khởi quay tại tiểu bang New Mexico, Mỹ ngày 5/5/2008, tại căn cứ không quân Kirtland của tiểu bang. Thật ra, các nhà làm phim định quay tại Budapest, nhưng họ rút lui vì mức thuế 25% quá cao đối với một bộ phim kinh phí 200 triệu USD. Để tránh ảnh hưởng bởi cuộc đình công của Hiệp hội diễn viên Mỹ (Screen Actors Guild) có thể diễn ra vào tháng 7/2008, tất cả cảnh quay bên ngoài phải hoàn tất trước ngày đó. Terminator Salvation quay xong phần thô vào ngày 22/8/2008 nhưng tháng 1/2009 phải quay bổ sung một số cảnh nữa. Trong quá trình quay phim, ngoài việc Bale bị nứt xương tay và Worthington bị thương ở lưng, kỹ thuật gia hiệu quả đặc biệt Mike Menardis gần như mất chân do một vụ nổ bất cẩn. Phần hậu kỳ, phim sử dụng kỹ thuật Technicolor's Oz. Trong quá trình làm phim, McG tham khảo ý kiến của nhiều nhà khoa học về cảnh quan thế giới sau thảm họa hạt nhân. Ông cũng xem lại bộ phim Cyborg Mad Max 2, bộ ba phim Star Wars và đọc cuốn truyện The Road. Đa số máy móc và robot trong phim do kỹ thuật viên Martin Laing thiết kế. Từng làm việc với hai bộ phim Titanic và Ghosts of the Abyss, Laing nghĩ ra loại robot nhỏ Aerostat như trung gian gửi tín hiệu cho những cỗ máy Harvester, vốn chậm chạp vì cao đến 18 mét. Harvester phải huy động đội ngũ Mototerminator để bắt con người rồi giam họ vào trong các robot vận tải Transporter. Binh đoàn hủy diệt của Skynet là những cỗ máy T-600 và T-700. Nhưng robot Hydrobot hình dáng giống con lươn mới là con chủ bài giúp Skynet chiếm lĩnh đất liền, biển cả và tầng cao. Stanley Winston được giao giám sát phần kỹ xảo điện ảnh, nhưng khi ông qua đời ngày 15/6/2008, trọng trách này được chuyển cho John Rosengrant và Charlie Gibson. Trong quá trình quay phim, có lúc Bale quát tháo đạo diễn hình ảnh Shane Hurlbut và dọa bỏ ngang dự án. Tháng 2/2009, đoạn băng ghi những lời chửi rủa của Bale được phát tán trên interenet khiến Bale phải công khai lên tiếng xin lỗi, đồng thời khẳng định đã giải quyết xong những dị biệt với Hurlbut. Nhạc sĩ Danny Elfman bắt đầu soạn nhạc nền cho T4 từ tháng 1.2008. Trước đó, McG định mời Gustavo Santaolalla hay Hans Zimmer làm việc này nhưng cả hai đều bận. Brad Fiedel, nhà soạn nhạc cho Kẻ hủy diệt và Kẻ hủy diệt 2: Ngày phán xét thì bị chê là "không thể làm mới chính mình".
Tháng 3/2009, nhà sản xuất Moritz Borman đệ đơn kiện công ty Halcyon Company, đòi bồi thường $160 triệu. Borman, người đứng trung gian dàn xếp chuyển quyền sản xuất các tập Kẻ hủy diệt còn lại cho Halcyon vào tháng 5/2007 nêu lý do kiện là hai người điều hành công ty - Derek Anderson và Victor Kubicek không chịu chia cho ông $2,5 triệu. Tuy nhiên, một tháng sau, Borman chấp nhận thoả thuận riêng giữa ba người.

## Những bí mật phía sau hậu trường bộ phim
- Toàn bộ cảnh quay có máy bay trực thăng trong phim đều phải sử dụng mô hình máy bay thật không có cánh quạt để quay phần thô. Sau khi kết thúc những cảnh quay chính họ lại phải chỉnh thêm kỹ xảo ghép hình để giảm bớt kinh phí khi dùng máy bay thật.
- Việc quay cảnh khu vực chế tạo vài trăm mẫu người máy T-800 đều được thực hiện bằng mô hình chi tiết thông qua việc đặt hàng trăm khối mô hình (nhựa cứng) cho vài phân cảnh quay, do không sử dụng kỹ xảo trong quy trình này cho nên sau khi quay xong phim tất cả đều phải trả về xưởng phim Stan Wilson để làm các phim Terminator khác tương lai (trước đó ba dòng phim Terminator chỉ làm khoảng từ 5 mẫu mô hình).
- Cảnh tấn công đầu tiên bằng tên lửa vào khu vực trạm radar được thực hiện bằng một mô hình thu nhỏ, những chiếc cột radar bị nổ và rơi vỡ được phân loại làm riêng. Để tạo sư chi tiết đoàn làm phim sử dụng đến hai mô hình radar cùng nhiều góc quay để thực hiện thành công việc ghép cảnh.
- Cảnh đổ sụp của một tòa nhà do lực máy bay khi đi ngang qua thực chất chỉ là một mô hình quay trên tấm màn xanh. Cảnh này được quay cùng một góc quay khác để ghép cảnh các nhân vật đang trốn khỏi sự tìm kiếm của cỗ máy Hunter Killer.
- Chiếc máy bay A-10 Warthog trong phim được dựng bằng mô hình thu nhỏ, tương tự như với cách làm ghép cảnh trong cuộc tấn công bằng tên lửa lúc mở đầu phim. Tuy nhiên do mô hình này chỉ có một nên đoàn làm phim chỉ phải thực hiện cảnh phá hủy nó sau khi đã quay xong phần thô của phim.
- Cảnh nổ tung toàn bộ tòa nhà trong cảnh cuối của phim được dựng bằng mô hình thu nhỏ chi tiết và được yêu cầu chỉ được thực hiện một lần phát nổ. Tất nhiên để tạo hiệu ứng màu xanh đặc biệt khi ngọn lửa bùng lên và phá nát mô hình, đoàn làm phim phải sử dụng cả chất nổ với phụ gia cồn.
- Cảnh nổ bom hạt nhân phá tan toàn bộ San Francisco được thực hiện lại bằng mô hình giống với cách làm của phim Terminator 2 như theo ý của đạo diễn phim.
- Cảnh những chiếc Motor Terminator đều được sử dụng kĩ xảo ghép hình sau khi sử dụng xe máy Ducati quay phần thô, ngay cả cảnh quay nhân vật John Connor cũng được làm bằng cách này. Điểm khác biệt duy nhất khi sử dụng kĩ xảo ghép cảnh Motor Terminator đó là đoàn làm phim cũng chế ra một nửa khung xe mô phỏng chiếc Motor Terminator nhưng chỉ là quay phân cảnh khi áp sát chiếc xe máy đó trong trường đoạn rượt đuổi.
- Xuyên suốt thời gian làm phim thì tất cả các màn hình lẫn vô tuyến trên phim đều được lồng ghép kỹ xảo, theo như được giải thích thì đoàn làm phim không muốn có bất cứ lỗi quảng cáo vặt vãnh nào xuất hiện như những năm trước đó do dính bản quyền quảng bá.
- Cảnh những con Hydrobot Prowl là không sử dụng kĩ xảo, đoàn làm phim đã cho sử dụng một mô hình điều khiển từ xa các Hydrobot Prowl trong tất cả các cảnh quay.
- Cảnh quay người máy T-600 được chia ra làm hai phân cảnh quay bao gồm ở dạng mô sống và dạng máy móc. Ở dạng mô sống, diễn viên sẽ hóa trang thành T-600 và mặc quần áo bằng những phụ kiện áp vào người, với những cảnh để lộ máy móc thì diễn viên sẽ mặc những bộ áo màu xanh để về sau khi quay xong phần thô sẽ lồng kỹ xảo vào. Với phân cảnh quay máy móc, diễn viên chỉ cần đội nửa người bằng cơ khí mô hình của T-600 lên vai và sử dụng các cần điều khiển tay theo ý thích với các cảnh đặc tả không có phần chân dưới.
- Cảnh quay nhân vật Macus bị lộ ra các khung xương máy móc được nhóm kĩ xảo bộ phim The Curious Case of Benjamin Button thực hiện. Cách làm cảnh kĩ xảo này không giống với cách làm bộ phim Terminator 3 trước đó, ở đây ngoài đắp tấm màn xanh để ghép hình thì họ còn lắp thêm các hạt định vị khung xương nhằm chi tiết hóa các mô sống và cơ máy móc trên nhân vật khi lên phim.
- Cảnh quay có nhân vật Arnold Schwarzenegger hồi còn trẻ trong vai T-800 mẫu tấn công John Connor là một trong những phân cảnh vô cùng đặc biệt trong phim. Để làm được cảnh quay này xưởng kĩ xảo phim Stan Wilson đã phải lôi lại đoạn phim tư liệu " Terminator 2 - Teaser Trailer " để lấy mẫu Arnold Schwarzenegger đóng hồi 1984 lúc phá cửa buồng máy và bước ra ngoài, khi làm cảnh này người xem sẽ thấy cảnh này không có chút tỳ vết của việc ghép CGI. Chỉ đến phân cảnh thứ hai khi T-800 lao đến túm John Conner thì ăn một báng súng vô mặt mới phải sử dụng đến CGI để ghép mặt cho diễn viên Roland Kickinger, việc ghép mặt kĩ xảo bằng CGI rất phức tạp do vậy đạo diễn McG đành chấp nhận chỉ có hai cảnh thấy mặt Arnold Schwarzenegger là quá đủ. Kể từ những phân đoạn sau thì đoàn làm phim chọn cách quay thật xa cho nên chẳng ai nhìn rõ mặt cho đến khi hết phân cảnh quay của nam diễn viên và chuyển sang làm CGI hết cho nhân vật T-800.

## Ấn phẩm truyện tranh ăn theo
Được nhà xuất bản IDW Publishing phát hành dưới ấn phẩm tên tựa Terminator Salvation Movie Prequel được vẽ và viết theo nội dung và kịch bản bộ phim bởi tay viết kịch bản Dara Naraghi và hai tay vẽ là Alan Robinson(vẽ chính cho truyện) cùng Nick Runge(vẽ bìa truyện tranh). Truyện tranh có tổng số 32 trang với giá là $3.99 USD khi được phân phối vào ngày 12/1/2009 tại San Diego.
Như được biết, IDW Publishing là một nhà xuất bản từng đoạt giải thưởng về các loại sách truyện tranh comic, tiểu thuyết và kinh doanh các loại hình sách báo dùng để giải trí, họ có trụ sở tại San Diego, California với tư cách là một công ty hàng đầu trong việc sản xuất ra những ấn phẩm mang tính kinh dị, hành động, và cùng nhiều thể loại khác nữa, công ty IDW Publishing đã từng xuất bản một số ấn phẩm thành công nhất và phổ biến trong lĩnh vực các ngành công nghiệp bao gồm các tựa: Phim truyền hình số 1 của CBS thông qua phim CSI: Crime Scene Investigation; kênh Paramount's với tựa ấn phẩm Star Trek; kênh Fox trong loạt phim Angel; kênh Hasbro trong loạt phim The Transformers, và đài BBC cùng tựa phim Doctor Who nổi tếng.
Xem thêm thông tin về công ty của IDW có thể được tìm thấy thông qua: http://www.idwpublishing.com

## Thông tin thêm
Bộ phim đã báo động về tình trạng lạm dụng khoa học công nghệ quá mức, tuy hiện giờ thì robot chưa thể có mức thông minh đó nhưng với tình trạng hiện nay robot dần dần thay thế vào những hoạt động con người nếu có thể như ở Hàn Quốc đã phát triển những loại robot có thể thay thế lính gác. Mối lo ngại về tương lai sẽ giống như bộ phim kẻ hủy diệt đã làm nhiều nhà tiểu thuyết giả ra luật robot.

## Các nội dung thêm được phát hành trên DVD và Blu-Ray

### - Phiên bản Director's Cut " 118 phút " -
- Khi quân kháng chiến vào được căn cứ dưới mặt đất trong cảnh mở đầu phim, từ đoạn đi ngang qua một dãy cống ngầm thì có một con T-001 trồi từ dưới nước lên tấn công. Nhóm phản ứng nhanh của John Conner đã bắn hạ con T-001 này.
- Trong tàu ngầm USS Wilmington, khi nói chuyện chỉ huy Ashdown đã dí súng vào đầu John Conner.
- Khi lần đầu tiên Marcus gặp Blair Williams, sau đoạn cô cởi áo lúc trời hết mưa có them phân cảnh đụng độ bọn cưỡng hiếp phụ nữ. Marcus đã đánh bại bọn chúng và khiến bọn chúng sợ rồi bỏ chạy.

### - Phiên bản Maximum Mode (Độc quyền Blu-Ray) " 135 phút " -
- Anh trai của Barne là Jericho cùng sát cánh với Terry Crews (tay lính nằm chết khi John Conner trèo khỏi miệng hố) tấn công những Kẻ Hủy Diệt T-600 trước khi John Conner nhảy xuống.
- Cũng ở phân cảnh tàu USS Wilmington, John Conner có đề cập đến sự xuất hiện đầu tiên của T-800 với các lãnh đạo. Tuy nhiên do dữ liệu thu thập đã mất nên anh không giải thích được lý do có sự tồn tại của người máy bọc cơ thế sống.
- Bậc thầy Stan Winston có một cameo nhỏ khi ông vô tình phát hiện ra Hydrobot khi đang đi dọc bờ sông, sau đó cả nhóm quăng lưới điện tóm gọn nó và mang về cho John Conner.
- Kyler Reese có nói chuyện với những người bị bắt giữ trên máy bay vận chuyển dài hơn, mục đích là chấn tĩnh mọi người. Cảnh này xảy ra sau khi Marcus bị rơi khỏi máy bay.
- Nhưng người bị bắt bị bọn người máy dồn vào góc bang những cọc nhọn, sẽ có nhiều phân cảnh bọn người máy di sung ép nhưng người bị bắt phải đi theo hàng vào các hộp sắt.
- Khi John Conner xâm nhập vào chỗ của Skynet, anh ta lắp dây để hack thiết bị mở cổng. Lúc này một T-600 đi ngang qua nên John Conner phải nấp đi. T-600 lúc này bị điểm mù che khuất nên lúc đi lại quan sát chỗ thiết bị mà John Conner đang nối đến cổng thì anh ta xuất hiện từ sau cắm nguồn điện gần đó vào gáy khiên gã người máy bị tiêu diệt.
- Lúc Marcus Wright xâm nhập vào hệ thống của Skynet, anh ta nhìn thấy một chiếc chiến xa HK-Tank đang tấn công vào một nhà thờ. Marcus Wright đã cho ngắt kết nối gần hết những người máy Hủy Diệt ở phạm vi vài mét trước khi bị Skynet phát hiện.
- Việc Marcus Wright ngắt nguồn liên kết một số cỗ máy ở trong khu biệt giam nên đã biến thành một cuộc bao động, những người bị bắt bắt đầu đập phá các cỗ máy T-001 gây ra một sự hỗn loạn khiến những T-600 xuất hiện ra tấn công những người bị bắt.
- Có một sự thay đổi ở đoạn John Conner gặp T-800 lần đầu tiên, sau khi bị đánh ngã Conner đã giơ súng bắn thủng bộ mặt người của T-800 bằng một phát đạn shotgun. Điều này đã khiến cho T-800 bị khựng lại một lúc đủ thời gian cho John Conner bỏ chạy, đây là một cảnh vô cùng kinh khủng khi cả một khuôn mặt bằng máy đầy máu của T-800 ngước lên.
- Sau khi T-800 ngắt đứt người T-600, gã đã cầm súng minigun của gã T-600 lên và bắn về phía John Conner. Kyler Reese và John Conner chạy đi nấp trong khi T-800 vừa đi vừa bắn vào vị trí nấp của hai người. Kyler Reese lập kế hoạch với John Conner để đánh lạc hướng T-800, bằng cách này John Conner mới bắn một phát đạn cối phá hủy lớp da và khẩu minigun của T-800. Đoạn sau tiếp nối là họ phá tường bỏ chạy xuống khu phân xưởng chế tạo T-800.
- Khi Marcus Wright lấy lại cơ thể người nguyên vẹn, anh ta đã gặp Serena Kogan tại đây trong dáng vẻ trẻ trung hơn. Bà ta tiết lộ cho biết anh là một phần kế hoạch của Skynet, đoạn này có đả động chút ít đến việc Marcus Wright là mẫu người máy mẫu đầu tiên thử nghiệm cho mẫu T-800 hoàn chỉnh trong vài năm tới.
- Sau khi Marcus Wright chết, Kyler Reese đem chôn anh ta. Sau khi chôn xong anh phát hiện ra trong áo của John Conner có tấm ảnh của mẹ anh ta Sara Conner.

- Thay đổi đoạn kết của Terminator Salvation -
- Sau khi mang về căn cứ, John Conner đã chết. Phe kháng chiến mới quyết định ghép khung xương máy của Marcus Wright vào John Conner. Khi anh tỉnh dậy, mắt của John Conner lóe lên ánh đỏ. Anh đã giết hết tất cả người có mặt trong căn phòng đó, tất cả theo đúng kế hoạch mà Skynet đã sắp đặt. John Conner tự kích hoạt chế độ tự hủy.

## Phần kế tiếp và vấn đề quan tâm
Vào tháng 11/2009, bản quyền thương hiệu phim "Terminator" đã được đem ra bán đấu giá bởi chính công ty công ty Halcyon chủ thương hiệu "Terminator".Sau khi bộ phim "Terminator Salvation" - lần đầu tiên không có Arnold Schwarzenegger tham gia đã thu về 375 triệu USD (228 triểu bảng Anh) trên khắp thế giới và đã làm dấy lên mối quan tâm về thương hiệu bộ phim này. Nếu tính cả thảy, bốn tập trong loạt phim đã mang về 1,4 tỷ USD (854 triệu bảng Anh) từ doanh thu phòng vé, với thêm 1,6 tỷ USD (976 triệu bảng Anh) thu nhập từ những sản phẩm tương tự như đĩa DVD, trò chơi video và các tiểu thuyết đồ họa lẫn truyện tranh. Việc công ty Halycon đệ trình đơn xin bảo hộ phá sản hồi đầu năm 2008 đã có nhắc đến cuộc buôn bán này vốn có nghĩa một trong những thương hiệu phim sinh lợi nhiều nhất giờ đây sẵn sàng về tay người trả giá cao nhất kể cả các hãng làm phim nổi tiếng khác. Allan Mayer, người phát ngôn cho công ty Halcyon, nói: "Đây là thương hiệu phim chủ chốt duy nhất chưa bị một hãng phim lớn nào sở hữu. Nếu đây không phải là cơ hội có một lần trong đời thì chắc chắn đó là cơ hội có một lần trong một thập kỉ." Hãng FTI Capital Advisors thay mặt công ty Halcyon quản lý cuộc đấu giá. Vào ngày 20/11/2009, các nhà thầu sẽ có một cơ hội để tăng mức đấu giá của mình hay rút lui khỏi cuộc đấu trước khi ứng viên đại diện được thông báo. Một nguồn tin thân cận với cuộc đấu giá cho biết tất cả các hãng phim lớn được nói tới đã đăng ký vào cuộc đấu giá và hãng Sony Pictures được xem như là một đối thủ hàng đầu mặc dù sau T3 và TS hãng vẫn đủ sứ đi tiếp cho đến khi hết cuộc chơi. Các công ty cổ phần tư nhân cũng tham gia vào quá trình đấu thầu, nơi có thể thấy thương hiệu nằm trong tay hãng Halcyon dưới một nền tài chính mới.
Ngày 15/2/2011, Universal Pictures chính thức là chủ thương hiệu phim "Terminator". Hãng cho biết sẽ để cho đạo diễn Justin Lin (được biết đến qua bộ phim " Fast Five ") cầm trịnh mặc dù có thể sẽ có sự thay đổi khi bắt đầu bấm máy. Tuy nhiên theo thương thảo thì ngoài Universal Pictures có được nhượng quyền ấn phẩm, hãng phim Lionsgate cũng có xuất thực hiện dòng phim "Terminator" kế tiếp trong năm 2018 thông qua chính chủ đạo diễn kiêm sáng tạo ra thương hiệu James Cameron. Có thể lúc đó sẽ là đoạn kết cho bộ phim dài hơi chờ đợi này...
Ngày 14/4/2011, đạo diễn Justin Lin nộp đơn xin Universal Pictures cho thực hiện phim "Terminator 5" với mong muốn như đạo diễn MgM khi làm phim "Terminator Salvation".
Ngày 17/4/2011, thống đốc bang Arnold Schwarzenegger nay đã hết kì hạn đã tuyên bố cho biết ông sẽ trở lại với series ăn khách phim Terminator. Tuy nhiên, Arnold Schwarzenegger cho biết ông sẽ không phải là diễn viên chính trong phim lần này.
Ngày 5/5/2011, đạo diễn Justin Lin đã xuất hiện trên kênh truyền hình MTV News khi tuyên bố chính thức về việc ông sẽ làm đạo diễn phim "Terminator 5" với sự tham gia nhỏ của Arnold Schwarzenegger.
Ngày 7/6/2011, ngôi sao Paul Walker đã từng đóng cho dòng phim "Fast and Furious" được biết sẽ vào vai nam chính Kyle Reese thông qua trang website What's Playing. Tuy nhiên khi Arnold Schwarzenegger dính vào vụ việc bê bối quan hệ tình ái lăng nhăng, dự án "Terminator 5" lập tức bị đình trệ vì cần phải giải quyết mâu thuẫn của diễn viên trước khi bộ phim được bấm máy.
Ngày 12/8/2011, đạo diễn Justin Lin lên lịch ra mắt cho tập cuối cùng của dòng phim "Fast and Furious" là "Fast Six". Ông đồng thời tuyên bố trên tạp trí Box-Office Magazine về dự án "Terminator 5", theo tiết lộ thì đây là một phiên bản làm lại từ phiên bản Terminator đầu tiên nhằm kết nối lại các sự kiện cả mới lẫn cũ. Justin Lin cũng bộc bạch rằng trước đó ông cũng đã từng có phỏng vấn với tạp trí The Playlist về việc thảo luận với đạo diễn lừng danh James Cameron về phiên bản mới giống với MGM đã làm trước đó với Termanator Salvation. James Cameron hiện nay vẫn không chắc chắn về việc đạo diễn Justin Lin có đảm nhận được vai trò truyền lửa hay không, nhưng về kế hoạch về dòng Terminator thứ ba cho riêng James Cameron thực hiện thì ông nói cần thời gian để xem xét.
Ngày 27/6/2013, hãng Skydance Productions, Annapurna Pictures và Paramount Pictures tuyên bố cho khởi động bộ phim Terminator mới vào đầu năm 2014. Theo như thông báo thì đây là một phiên bản " làm lại " khởi nguồn mọi chuyện của dòng phim Terminator, nó sẽ cho người xem biết ai là kẻ đã tạo ra mẫu người máy Kẻ Hủy Diệt đầu tiên cùng nhiều vấn đề liên quan đến Skynet và những quá khứ trước đó cho đến khi biến mất của Sarah Connor trong vòng 10 năm dẫn đến Ngày Phán Sét và bắt đầu cuộc chiến giữa con người và máy móc. Theo dự định của nhà sản xuất phim thì dòng phim Terminator mới này sẽ được làm ba phần, nam diễn viên Arnold Schwarzenegger đã xác nhận ông sẽ đóng vai chính đầu tiên nhưng với vai trò khá đặc biệt là ở dạng người khi đã về già (về sau sẽ bị chuyển thành hình mẫu người máy T-800). Không những thế bộ phim còn có sự góp mặt của ngôi sao đô vật Dwayne "The Rock" Johnson, tuy nhiên nhà sản xuất lại mập mờ về vai diễn của anh khi nói rằng có thể đó sẽ là một kẻ hủy diệt mới. Ngày bấm máy của phim Terminator mới sẽ được bắt đầu vào tháng 1 năm 2014, và sẽ lên rạp vào 26/6/2015 với tên tựa Terminator: Genesis  Lưu trữ ngày 28 tháng 6 năm 2013 tại Wayback Machine.
Xem thêm thông tin phim: Terminator: Genesis